# محمد عبد القدوس (ممثل مصري)
محمد عبد القدوس (3 أغسطس 1888 - 11 ديسمبر 1969) ممثل مصري عمل في عدد قليل من الأفلام بين عامي 1933 و 1959. من أدواره دور الموظف زميل محمد عبد الوهاب في فيلم الوردة البيضاء، كما مثل دور رجل من أصل تركي في فيلم ليالي الحب، وفي ذلك الفيلم غنى له عبد الحليم حافظ أغنية يا سيدي أمرك.
هو والد الأديب إحسان عبد القدوس من زوجته فاطمة اليوسف.

## أفلام
| - ثلاثة رجال وامرأة: 1960 - أنا حرة: 1959 - (حسين زايد) - سر طاقية الإخفاء : 1959 - (أبو عصفور) - ليالي الحب: 1955- (ممتاز شركس) - آثار في الرمال: 1954 - (مشكال الطباخ) - العمر واحد: 1954 - (عامل في البار) - شريك حياتي: 1953 - (قنديل) - إلهام: 1950 - (رضا بيه، والد إلهام) | - صاحبة الملاليم: 1949 - (والد كمال) - الهانم: 1947 - غروب:1947 -(رؤوف بك) - أحب البلدي: 1945 - رصاصة في القلب: 1944 - (خورشيد باشا) - يحيا الحب: 1938 - دموع الحب: 1935 - الوردة البيضاء:1932 - (خليل أفندى - باشكاتب الدائرة) |